# Suðurárdalshnúkur
Suðurárdalshnúkur är en bergstopp i republiken Island. Den ligger i regionen Norðurland vestra, 210 km nordost om huvudstaden Reykjavík. Toppen på Suðurárdalshnúkur är 1 239 meter över havet, eller 139 meter över den omgivande terrängen. Bredden vid basen är 1,1 km.
Trakten runt Suðurárdalshnúkur är nära nog obefolkad, med mindre än två invånare per kvadratkilometer. Det finns inga samhällen i närheten. Trakten runt Suðurárdalshnúkur består i huvudsak av gräsmarker.